# Airaphilus calabricus
Airaphilus calabricus is een keversoort uit de familie spitshalskevers (Silvanidae). De wetenschappelijke naam van de soort werd in 1914 gepubliceerd door Jan Obenberger.